# Męcka Wola
Męcka Wola est une localité polonaise de la gmina et du powiat de Sieradz en voïvodie de Łódź.